# Campeonato Mundial de Atletismo de 2009 - 110 m com barreiras masculino
A prova dos 110 metros com barreiras masculino do Campeonato Mundial de Atletismo de 2009 foi disputada nos dias 19 e 20 de agosto, no Olympiastadion, em Berlim.

## Recordes
Antes desta competição, os recordes mundiais e do campeonato nesta prova eram os seguintes:
| Tipo                  | Atleta        | Tempo | Local     | Data                 | Ref |
| --------------------- | ------------- | ----- | --------- | -------------------- | --- |
|                       | Dayron Robles | 12.87 | Ostrava   | 12 de junho de 2008  | ver |
| Recorde do campeonato | Colin Jackson | 12.91 | Stuttgart | 20 de agosto de 1993 | ver |

## Medalhistas
| Ouro                  | Prata                   | Bronze            |
| Ryan Brathwaite (BAR) | Terrence Trammell (USA) | David Payne (USA) |

## Resultados

### Eliminatórias
Estes são os resultados das eliminatórias. Os 46 atletas inscritos foram divididos em seis baterias, se classificando para as semifinais os três melhores de cada bateria (Q) mais os seis melhores tempos no geral (q).
| Bateria 1 | Bateria 1                        | Bateria 1 | Bateria 1            |
| Pos.      | Atleta                           | Tempo     | Notas                |
| --------- | -------------------------------- | --------- | -------------------- |
| 1         | CHN Dongpeng Shi                 | 13.56 (Q) |                      |
| 2         | JAM Dwight Thomas                | 13.57 (Q) |                      |
| 3         | ESP Jackson Quiñónez             | 13.63 (Q) |                      |
| 4         | RSA Lehann Fourie                | 13.67     |                      |
| 5         | GBR Andrew Turner                | 13.73     |                      |
| 6         | KOR Jung-joon Lee                | 13.83     | Recorde da temporada |
| 7         | JPN Tasuku Tanonaka              | 13.84     |                      |
|           | MAD Joseph-Berlioz Randriamihaja | DNF       |                      |

| Bateria 2 | Bateria 2              | Bateria 2 | Bateria 2 |
| Pos.      | Atleta                 | Tempo     | Notas     |
| --------- | ---------------------- | --------- | --------- |
| 1         | JAM Maurice Wignall    | 13.62 (Q) |           |
| 2         | GER Helge Schwarzer    | 13.66 (Q) |           |
| 3         | CUB Dayron Robles      | 13.67 (Q) |           |
| 4         | FRA Cédric Lavanne     | 13.72     |           |
| 5         | ESP Felipe Vivancos    | 13.72     |           |
| 6         | BEL Damien Broothaerts | 14.15     |           |
|           | CHN Jing Yin           | DNS       |           |

| Bateria 3 | Bateria 3           | Bateria 3 | Bateria 3            |
| Pos.      | Atleta              | Tempo     | Notas                |
| --------- | ------------------- | --------- | -------------------- |
| 1         | CZE Petr Svoboda    | 13.56 (Q) |                      |
| 1         | FRA Garfield Darien | 13.56 (Q) |                      |
| 3         | POL Artur Noga      | 13.56 (Q) |                      |
| 4         | USA Aries Merritt   | 13.70     |                      |
| 5         | UKR Serhiy Demydyuk | 13.71     | Recorde da temporada |
| 6         | BEL Adrien Deghelt  | 13.78     |                      |
| 7         | GBR Gianni Frankis  | 13.83     |                      |
| 8         | TAH Toriki Urarii   | 15.01     | Recorde da temporada |

| Bateria 4 | Bateria 4              | Bateria 4 | Bateria 4 |
| Pos.      | Atleta                 | Tempo     | Notas     |
| --------- | ---------------------- | --------- | --------- |
| 1         | BAR Ryan Brathwaite    | 13.35 (Q) |           |
| 2         | GER Alexander John     | 13.41 (Q) |           |
| 3         | GBR William Sharman    | 13.52 (Q) |           |
| 4         | LAT Stanislavs Olijars | 13.59 (q) |           |
| 5         | BLR Maksim Lynsha      | 13.61 (q) |           |
| 6         | RUS Evgeniy Borisov    | 13.63 (q) |           |
| 7         | KOR Tae-kyong Park     | 13.93     |           |
| 8         | LIB Ahmad Hazer        | 14.74     |           |

| Bateria 5 | Bateria 5                  | Bateria 5 | Bateria 5 |
| Pos.      | Atleta                     | Tempo     | Notas     |
| --------- | -------------------------- | --------- | --------- |
| 1         | CHN Wei Ji                 | 13.51 (Q) |           |
| 2         | USA Terrence Trammell      | 13.51 (Q) |           |
| 3         | NED Gregory Sedoc          | 13.54 (Q) |           |
| 4         | FRA Dimitri Bascou         | 13.55 (q) |           |
| 5         | BAH Shamar Sands           | 13.57 (q) |           |
| 6         | NGR Selim Nurudeen         | 13.68     |           |
| 7         | PUR Héctor Cotto           | 13.81     |           |
| 8         | MAS Rayzam Shah Wan Sofian | 14.06     |           |

| Bateria 6 | Bateria 6                    | Bateria 6 | Bateria 6            |
| Pos.      | Atleta                       | Tempo     | Notas                |
| --------- | ---------------------------- | --------- | -------------------- |
| 1         | HUN Dániel Kiss              | 13.34 (Q) | Recorde nacional     |
| 2         | COL Paulo Villar             | 13.52 (Q) | Recorde da temporada |
| 3         | USA David Payne              | 13.54 (Q) |                      |
| 4         | CUB Dayron Capetillo         | 13.61 (q) |                      |
| 5         | JAM Richard Phillips         | 13.70     |                      |
| 6         | GER Matthias Bühler          | 13.75     |                      |
| 7         | GEO David Ilariani           | 13.86     |                      |
| 8         | SIN Abdul Hakeem Abdul Halim | 14.63     | Recorde da temporada |

### Semifinais
Estes são os resultados das semifinais. Os 24 atletas classificados foram divididas em três baterias, se classificando para a final os dois melhores de cada bateria (Q) mais os dois melhores tempos no geral (q).
| Semifinal 1 | Semifinal 1            | Semifinal 1 | Semifinal 1          |
| Pos.        | Atleta                 | Tempo       | Notas                |
| ----------- | ---------------------- | ----------- | -------------------- |
| 1           | USA Terrence Trammell  | 13.24 (Q)   |                      |
| 2           | CZE Petr Svoboda       | 13.33 (Q)   | Recorde da temporada |
| 3           | CHN Wei Ji             | 13.41 (q)   | Recorde da temporada |
| 4           | POL Artur Noga         | 13.43       | Recorde da temporada |
| 5           | COL Paulo Villar       | 13.44       | Recorde da temporada |
| 6           | LAT Stanislavs Olijars | 13.50       |                      |
| 7           | ESP Jackson Quiñónez   | 13.54       |                      |
| 8           | CUB Dayron Capetillo   | 13.55       |                      |

| Semifinal 2 | Semifinal 2         | Semifinal 2 | Semifinal 2          |
| Pos.        | Atleta              | Tempo       | Notas                |
| ----------- | ------------------- | ----------- | -------------------- |
| 1           | BAR Ryan Brathwaite | 13.18 (Q)   | Recorde nacional     |
| 2           | USA David Payne     | 13.24 (Q)   |                      |
| 3           | JAM Dwight Thomas   | 13.37 (q)   |                      |
| 4           | CHN Dongpeng Shi    | 13.42       | Recorde da temporada |
| 5           | NED Gregory Sedoc   | 13.45       |                      |
| 6           | BLR Maksim Lynsha   | 13.46       | Recorde pessoal      |
| 7           | FRA Dimitri Bascou  | 13.49       | Recorde pessoal      |
| 8           | GER Alexander John  | 13.64       |                      |

| Semifinal 3 | Semifinal 3         | Semifinal 3 | Semifinal 3          |
| Pos.        | Atleta              | Tempo       | Notas                |
| ----------- | ------------------- | ----------- | -------------------- |
| 1           | GBR William Sharman | 13.38 (Q)   | Recorde pessoal      |
| 2           | JAM Maurice Wignall | 13.43 (Q)   | Recorde da temporada |
| 3           | HUN Dániel Kiss     | 13.45       |                      |
| 4           | BAH Shamar Sands    | 13.47       |                      |
| 5           | FRA Garfield Darien | 13.57       |                      |
| 6           | RUS Evgeniy Borisov | 13.63       |                      |
| 7           | GER Helge Schwarzer | 13.72       |                      |
|             | CUB Dayron Robles   | DNF         |                      |

### Final
Estes são os resultados da final:
| Pos.              | Atleta                | Tempo | Notas                |
| ----------------- | --------------------- | ----- | -------------------- |
| Medalha de ouro   | BAR Ryan Brathwaite   | 13.14 | Recorde nacional     |
| Medalha de prata  | USA Terrence Trammell | 13.15 |                      |
| Medalha de bronze | USA David Payne       | 13.15 |                      |
| 4                 | GBR William Sharman   | 13.30 | Recorde pessoal      |
| 5                 | JAM Maurice Wignall   | 13.31 | Recorde da temporada |
| 6                 | CZE Petr Svoboda      | 13.38 |                      |
| 7                 | JAM Dwight Thomas     | 13.56 |                      |
| 8                 | CHN Wei Ji            | 13.57 |                      |

Legenda
| Recorde mundial       | Recorde mundial (World record)               |                       | Recorde africano                      | Recorde africano (African) |                                           | Q | Classificado por posição (Qualified) |
| Recorde do campeonato | Recorde do campeonato (Championship record)  | Recorde da América    | Recorde da América (Americas)         | q                          | Classificado por melhor tempo (Qualified) |   |                                      |
| Melhor marca do ano   | Melhor marca do ano (World leading)          | Recorde asiático      | Recorde asiático (Asian)              | DNS                        | Não largou (Did not start)                |   |                                      |
| Recorde nacional      | Recorde nacional (National record)           | Recorde europeu       | Recorde europeu (European)            | DNF                        | Não terminou (Did not finish)             |   |                                      |
| Recorde pessoal       | Recorde pessoal do atleta (Personal best)    | Recorde da Oceania    | Recorde da Oceania (Oceania)          | DSQ / DQ                   | Desclassificado (Disqualified)            |   |                                      |
| Recorde da temporada  | Recorde da temporada do atleta (Season best) | Recorde sul-americano | Recorde sul-americano (South America) | NM                         | Sem marca (No mark)                       |   |                                      |